# Jacques Suire
Jacques Suire, né le 18 février 1943 à Talence, est un ancien coureur cycliste sur piste et sur route français.

## Biographie
Il participe, à l'âge de 17 ans, aux Jeux olympiques d'été de 1960 et fait partie de l'équipe de France de poursuite qui termine à la 4e place (une crevaison de l'un des équipiers en demi-finale leur a très certainement coûté une place en finale et donc une médaille). Quatre ans plus tard, il est de nouveau dans l'équipe de France de poursuite aux Jeux olympiques d'été de 1964 où il a Christian Cuch comme coéquipier.
Son fils, Jacques Raymond Suire, sa petite fille, Amélie Suire et ses petits-fils, Jauffrey Bétouigt-Suire, Clément Bétouigt-Suire  et Ludovic Suire sont également coureurs.

## Palmarès sur piste

### Jeux olympiques
- Rome 1960
  - 4e de la poursuite par équipes
- Tokyo 1964
  - 9e de la poursuite par équipes

### Championnats du monde
- Zurich 1961
  - 10e de la vitesse amateurs
- Milan 1962
  - 4e de la poursuite par équipes amateurs
  - Champion de France vitesse 1962
- Rocourt 1963
  - 4e de la poursuite par équipes amateurs
  - Championnats du monde 1964 Paris 4e poursuite Equipe
- Gan Belgique
  - Éliminé en 1/4 de la vitesse

### Jeux méditerranéens
- Naples 1963
  -  Médaillé d'argent de la poursuite par équipes

### Championnats de France
- 1959
  -  Champion de France de vitesse cadets
- 1960
  -  Champion de France de vitesse universitaire
  -  Champion de France du kilomètre universitaire
  - 3e du championnat de France de vitesse amateurs
- 1961
  -  Champion de France de vitesse universitaire
- 1962
  -  Champion de France de vitesse amateurs
  -  Champion de France de vitesse universitaire
  -  Champion de France de poursuite universitaire
  -  Champion de France de poursuite par équipes amateurs
- 1964
  - 3e du championnat de France de poursuite amateurs
- 1965
  - 3e du championnat de France de poursuite amateurs
- 1969
  - 2e du championnat de France de vitesse

### Grand Prix
- 1960
  - Course de la Médaille
- 1961
  - 2e du Grand Prix d'Allemagne amateurs
  - 3e du Grand Prix d'Odense amateurs
  - 4e du Grand Prix de Paris amateurs
- 1962
  - 2e du Grand Prix d'Aarhus amateurs
  - 2e du Grand Prix d'Odense amateurs
- 1963
  - GP de Moscou
  - GP de Toula
  - GP de Turin de demi-fond amateur

## Palmarès sur route
- 1958
  -  Champion de France sur route cadets
- 1960
  - 3e du championnat de France sur route juniors

## Records
- Recordman du monde du kilomètre lancé en 1 min 06,30 s